# Cycas zambalensis
Cycas zambalensis — вид голонасінних рослин класу саговникоподібні (Cycadopsida).

## Поширення, екологія
Цей вид зустрічається у вигляді двох субпопуляцій в провінції Замбалес, острів Лусон, Філіппіни. Росте на відкритих сезонно сухих лучних ділянках на ультраосновних ґрунтах, на дуже низьких висотах.

## Використання
Вид — популярна декоративна рослина і листя використовується в релігійних обрядах.

## Загрози та охорона
Ареал C. zambalensis піддається майже щорічним пожежам, щоб стимулювати новий ріст трави для випасу худоби. Ці райони не захищені і піддаються впливу людської діяльності, тобто розширення населених пунктів. Листя виду збираються і використовується в щорічних релігійних ритуалах. Саджанці масово збираються корінним народом для продажу на місцевому ринку. В одному з населених пунктів, трав'янисті рівнини перетворюються в ексклюзивний курортно-житловий район.